# Чакки, Джузеппе
Джузе́ппе Ча́кки (итал. Giuseppe Ciacchi; XVII век, Флоренция) — итальянский математик.
О биографии Чакки известно крайне мало. Опубликовал в 1679 году во Флоренции книгу под названием Regole generali d’abbaco... (с итал. — «Общие правила [использования] абака...»). В книге математик рассматривал использование абака не только для произведения элементарных арифметических действий, но и для произведения расчётов площади плоских фигур, объёма некоторых трёхмерных фигур (стен, цистерн, объёмов зерна, бродильных чанов и так далее), а также вычисление высот различных объектов по их теням и отражениям.

## Сочинения
- Giuseppe Ciacchi. Regole generali d’abbaco con le sue dichiarazioni e prove secondo l'uso praticato da' più periti aritmetici (итал.). — Firenze: Stamp. del. Vang. e Matini, 1679.